# Мама (телесеріал, Туреччина)
Мама (тур. Anne) — турецький серіал 2016 року. У 2017 році отримав приз на Tokyo Drama Awards, а виконавиця ролі Меле́к (Beren Gökyıldız) здобула звання найкращої актриси-дитини.
Це історія про дівчинку Меле́к, яка щодня піддається жорстокому поводженню з боку своєї родини — матері та її коханця. Тим часом у її нової вчительки Зейнеп прокидається материнський інстинкт, вона сприймає свою ученицю як доньку та вирішує викрасти її, щоб стати для неї турботливою мамою, і даючи їй нове ім'я — Турна́ (від турецької назви пташок родини Журавлевих, у дубляжі 1+1 звучить, як «Турла́»).

## В ролях
| Актори           | Український дубляж           | Ролі                      |
| ---------------- | ---------------------------- | ------------------------- |
| Джансу Дере      | Юлія Перенчук Олена Яблочна  | Зейнеп Гюнеш              |
| Вахіде Перчин    | Ніна Касторф Наталя Ярошенко | Гьонюль Аслан/Сакар Тейзе |
| Берен Гьокйилдиз |                              | Мелек Аксой/Турла Гюнеш   |
| Гонджа Вуслатері | Лариса Руснак                | Шуле Аксой                |
| Беркай Атеш      | Роман Чорний                 | Дженгіз Йелдиз            |
| Гюленай Калкан   | Лідія Муращенко              | Джахіде Гюнеш             |
| Джан Нергіз      |                              | Алі Аран                  |
| Серхат Теоман    |                              | Сінан Демір               |
| Шюкрю Тюрен      |                              | Аріф                      |
| Алізе Гьордюм    | Катерина Брайковська         | Гамзе Гюнеш               |
| Ахсен Фроглу     |                              | Дуру Гюнеш                |

Українською мовою серіал дубльовано студією «1+1» у 2018 році.

## Сюжет
У дівчинки Меле́к жахливе життя. Її батько помер, а мати Шулє́ знайшла коханця Джанґіза і повність перебуває під його контролем. Родина живе на гроші, які заробляє жінка, розважаючи розмовами клієнтів бару-мейхане́. Єдина робота Джанґіза — це вимагання зарплати дружини у власників бару, якщо ті іноді затримують її. Майже всі гроші він забирає собі. Мелек часто доводилося лишатися голодною.
Зейне́п, очікуючи доки її візьмуть у наукову експедицію по дослідженню перелітних птахів, погоджується на тимчасову роботу у школі. Мелек від голоду непритомніє. Зейнеп та інша вчителька, допомагаючи дівчинці, зауважили на її тілі синці, а також те, що вона до пізньої ночі не поспішає йти додому. Вони звертаються до соціальних працівників, але ті вимагають кращих доказів поганого поводження із дитиною, тим паче, що дівчинка не скаржиться. Вітчим змусив Мелек нафарбувати помадою губи. Коли Шулє побачила доньку, то наче збожеволіла. Вона запхала її у великий сміттєвий пакет, виставила його біля сміттєвих баків і поїхала на всю ніч. Зейнеп гукають у експедицію. Вона їде додому до своєї учениці, щоб попрощатися. Знайшовши Мелек у смітті, жінка пропонує їй погодитися на своє викрадення. За їхньої домовленістю, дівчинка пішла на причал, привернула до себе увагу місцевого робітника, а потім, залишивши речі та кинувши шапку у воду, непомітно втекла. Тоді якраз був сильний шторм. Робітник викликав поліцію, багато людей шукають дитину у морі. Журналіст Алі, із яким нещодавно познайомилася Зейнеп, слідкує за Шулє, прагнучи зробити репортаж. Та засмучена зникненням доньки, а співмешканець переконує, що так їм буде простіше жити.
Зейнеп дала Мелек нове ім'я — Турла́. Вони їдуть у Стамбул, на вокзалі їх грабують. Зейнеп змушена іти до своєї названої матері Джахіде просити грошей. Та її дуже любить і сумує за нею, адже після навчання Зейнеп покинула її дім і дуже рідко телефонувала. Все тому, що Зейнеп чомусь вважала себе зайвою у сім'ї, що її вдочерила. Вона ненавидить свою справжню матір, бо думає, що та її покинула. Насправді, та змушена була це зробити, адже її посадили до в'язниці. Саме її адвокатка вдочерила Зейнеп. Ґонюль якраз відсиділа свій термін і прийшла до Джахіде дізнатися новини про доньку, обіцяючи, що не даватиме їй знати про себе. Але випадково зустрівши її і Турлу не витримує і знайомиться із дівчинкою, а пізніше — і з Зейнеп. Та розповідає їй про образу на рідну матір. Турла захворіла, і Зейнеп змушена переїхати із холодного готелю у дім названої мами. Там живуть її дві названі сестри — Ґамзе́ та Дуру́. Вони народилися після вдочеріння Зейнеп. Старша — вагітна і невдовзі має вийти заміж. Журналіст Алі дізнається, що Зейнеп була вчителькою Мелек, і приходить взяти у неї інтерв'ю. Він помітив Турлу, але та відвернулася, щоб її не впізнали. Джанґіз погрожує покинути Шулє, але та навколішки благає не робити цього.
Згодом, щоб Зейнеп не ув'язнили за її викрадення, Мелек погоджується повернутися до матері. Вони переїжджають жити до села. У Шулє і Джанґіза народжується син. Всі турботи про нього лягають на плечі Мелек. Ґонюль дізнається, де вони живуть і поселяється поруч, щоб мати змогу допомогти названій онучці. Журналіст Алі і поліцейський, що розслідував справу Мелек, закохуються у Зейнеп. Вона проявлює інтерес до поліцейського, але головною людиною у її житті залишається Мелек. Зейнеп дізнається, що Ґонюль — її мама. Та відсиділа у вязниці, бо взяла на себе відповідальність за вбивство чоловіка, що бив її, але насправді у його смерті була винною маленька Зейнеп. Шулє нарешті розуміє, що Джанґіз не дасть нормально жити ні їй, ні дітям, і вбиває його. Її ув'язнюють, а Мелек віддають Зейнеп.

## Трансляція в Україні
- Вперше та вдруге серіал транслювався з 26 лютого по 20 квітня 2018 року та з 3 по 14 лютого 2020 року на телеканалі 1+1, у будні о 17:10 по дві серії.